# NGC 3475
NGC 3475 este o galaxie activă situată în constelația Leul. A fost descoperită în 10 aprilie 1785 de către William Herschel. Se află la o distanță de 152,05 de megaparseci de Pământ.